# روبرت جيمس إيتون
روبرت جيمس إيتون (بالإنجليزية: Robert James Eaton)‏ هو مهندس أمريكي، ولد في 1 فبراير 1940 في بوينا فيستا في الولايات المتحدة.

## وصلات خارجية
- روبرت جيمس إيتون على موقع الموسوعة البريطانية (الإنجليزية)
- روبرت جيمس إيتون على موقع مونزينجر (الألمانية)
- روبرت جيمس إيتون على موقع إن إن دي بي (الإنجليزية)